# الجمعية السعودية لجراحة العظام
الجمعية السعودية لجراحة العظام (بالإنجليزية: Saudi Orthopaedic Association)‏ هي جمعية علمية طبية سعودية. تأسست في 3 ربيع الآخر سنة 1426 هـ/ 11 مايو 2005، تحت مظلة جامعة الملك سعود بالرياض. تتاح عضوية الجمعية لأي جراح عظام داخل المملكة وللأطباء المقيمين في برامج التدريب, بالإضافة إلى العضوية الشرفية لمن لهم اهتمام بمجال عمل الجمعية.

## التنظيم الإداري
يتكون الإطار الإداري للجمعية من:
1. الجمعية العمومية: وتجتمع مرة واحدة في السنة (ويمكن أن تعقد اجتماعاً غير عادي في أي وقت).
2. مجلس الإدارة: ينتخب من قبل الجمعية العمومية، ويجتمع 4 مرات في السنة على الأقل.
3. الرئيس ونائب الرئيس والأمين والأمين المالي.[1]
4. إدارة الفروع.

### لجان الجمعية
بالإضافة إلى ما سبق فإن للجمعية 3 لجان هي:
1. اللجنة العلمية.
2. اللجنة الإعلامية.
3. اللجنة القانونية.[1]

## رئيس الجمعية
يرأس الجمعية الدكتور هشام بن عبدالعزيز الصنعاوي، عضو هيئة التدريس و استشاري جراحة العظام بكلية الطب، جامعة الملك سعود بالرياض

## وصلات خارجية
الموقع الرسمي للجمعية على الشبكة الدولية للمعلومات (الإنترنت)